# 山本淳子
山本 淳子（やまもと じゅんこ、1960年8月27日 - ）は、日本の平安文学研究者、京都先端科学大学人文学部教授。石川県金沢市生まれ。生家は老舗の製網業を営む。旧姓清水。
金沢大学附属中学校（27期生）、金沢大学附属高等学校（30期生）、京都大学文学部卒業。石川県立図書館資料編さん室で自治体史『加能史料』の編纂に従事。その後、石川県立金沢辰巳丘高等学校の国語科教諭を経て、京都大学大学院人間・環境学研究科に進学し、1999年に同博士課程を修了、「「紫式部集」の研究」で博士（人間・環境学）の学位を取得。2003年、京都学園大学経済学部助教授、のち准教授。2007年、一般書としては初の著書『源氏物語の時代』でサントリー学芸賞受賞。2008年、京都学園大学人間文化学部教授。2015年、学部名変更により同人文学部教授。2019年、学校名変更により京都先端科学大学人文学部教授。紫式部の作品を政治的な文脈という新たな視点で分析している。

## 著書
- 『紫式部集論』和泉書院 2005
- 『源氏物語の時代－一条天皇と后たちのものがたり』朝日新聞社、2007
- 『私が源氏物語を書いたわけ 紫式部ひとり語り』角川学芸出版、2011
- 『平安人の心で「源氏物語」を読む』朝日選書、2014
- 『紫式部日記と王朝貴族社会』和泉書院、2016年
- 『枕草子のたくらみ　「春はあけぼの」に秘められた思い』朝日選書、2017年

### 共著など
- 『誰も教えてくれなかった「源氏物語」本当の面白さ」林真理子対談、小学館101新書、2008
- 『紫式部日記 ビギナーズ・クラシックス 日本の古典』 角川ソフィア文庫、2009（編集、注釈）
- 『紫式部日記 現代語訳付』 角川ソフィア文庫、2010（編集、注釈）
- 『「源氏物語」が読みたくなる本』 グラフ社、2009

## 参考
- 『私が源氏物語を書いたわけ 紫式部ひとり語り』 角川学芸出版、2011 [ISBN 978-4-04-653248-0]